# آلن اکورت
آلن اکورت (به انگلیسی: Alan A'Court) بازیکن فوتبال زادهٔ ۳۰ سپتامبر ۱۹۳۴ اهل انگلستان که سابقهٔ بازی در تیم ملی فوتبال انگلستان را در کارنامهٔ خود دارد. وی در تاریخ ۶ نوامبر ۱۹۵۷ نخستین بازی ملی خود را در مقابل تیم ملی فوتبال ایرلند شمالی انجام داد و با حضور در ۵ بازی ملی، در تاریخ ۲۶ نوامبر ۱۹۵۸ واپسین بازی ملی‌اش را در برابر تیم ملی فوتبال ولز برگزار کرد.
این بازیکن توانسته در بازی‌های ملی، ۱ گل به ثمر برساند.